# يوكيو إندو

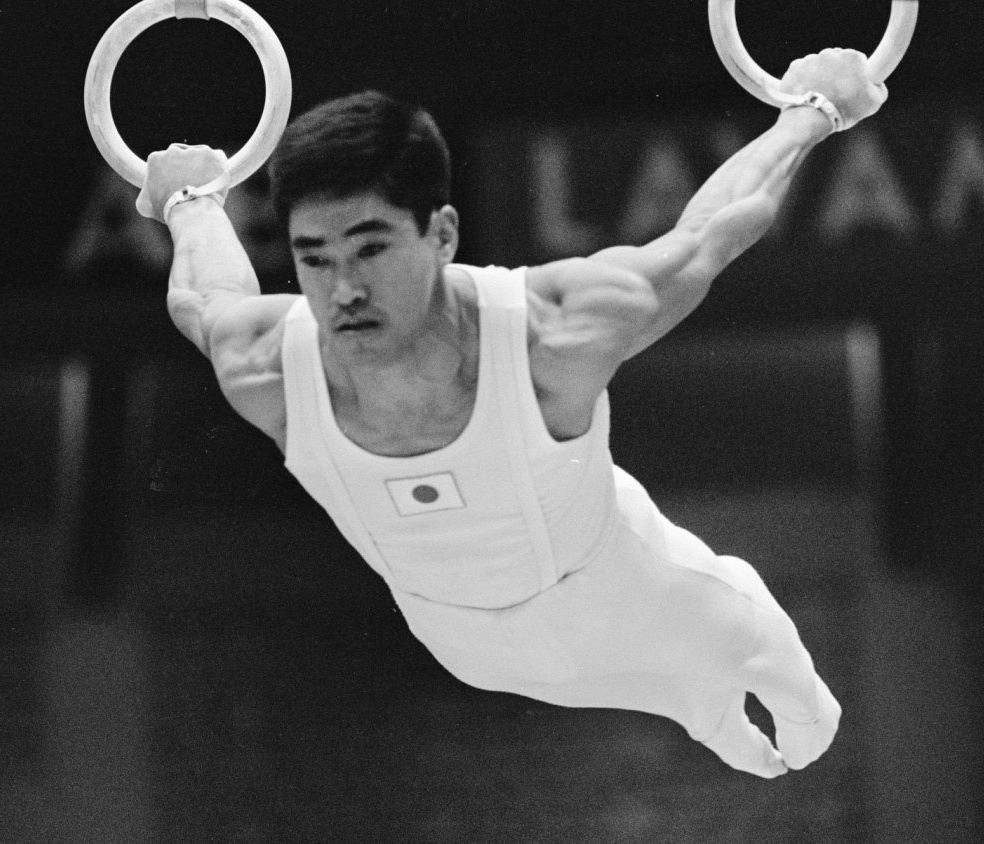
يوكيو إندو.

يوكيو إندو (Yukio Endo) هو لاعب أولمبي لرياضة الجمباز من اليابان. شارك في الأولمبياد الصيفي في 1960–1968، وفاز بما مجموعه 7 ميداليات.

## الميداليات
| ذهب | فضة | برونز | المجموع |
| 5   | 2   | 0     | 7       |

## روابط خارجية
- يوكيو إندو على موقع الاتحاد الدولي للجمباز (licence) (الإنجليزية)
- يوكيو إندو على موقع الاتحاد الدولي للجمباز (biography) (الإنجليزية)
- يوكيو إندو على موقع اللجنة الأولمبية الدولية (الإنجليزية)
- يوكيو إندو على موقع أوليمبيديا (الإنجليزية)